# Topornica wielka
Topornica wielka (Thoracocharax stellatus) – gatunek ryby kąsaczokształtnej z rodziny pstrążeniowatych (Gasteropelecidae). Jest typem nomenklatorycznym rodzaju Thoracocharax. Zamieszkuje słodkie wody Ameryki Południowej – w dorzeczach Parany, Amazonki i Orinoko.
Ryby z rodzaju Thoracocharax mają specyficzny kształt: piersiowa i brzuszna część ciała tworzą rodzaj dużego, cienkiego kilu. Płetwy piersiowe są długie i wąskie, co umożliwia bardzo szybkie pływanie i wyskakiwanie z wody podczas ucieczki przed drapieżnikami. Topornica wielka dorasta do 8 cm długości.